# سات رع
سات رع، هي ملكة مصرية قديمة غير حاكمة أو زوجة ملك عاشت خلال عهد الأسرة التاسعة عشرة، وهي زوجة الملك رعمسيس الأول وأم الملك سيتي الأول.

## حياتها
هناك بعض الجدل بين العلماء حول هوية زوجة الملك رعمسيس الأول ووالدة الملك سيتي الأول. فتظهر الملكة سات رع مع رعمسيس الأول وسيتي الأول في معبد الملك سيتي الأول الجنائزي في أبيدوس وتلقب هناك بلقب «أم الملك». وتلقب كذلك بـ«زوجة الملك العظمى» في معبد سيتي وفي مقبرته (حيث يتوقع المرء أن يأتي ذكرها على أنها أم الملك). وعموماً، فمقبرة الملكة سات رع، التي يمكن إرجاعها بحسب أسلوب بنائها وزخرفتها لهذه الفترة، تتلقب فيها الملكة بلقب أم الملك.
وعلى لوحة الأربعمائة سنة، التي عثر عليها في تانيس ويعود تاريخها إلى عهد حفيد سات رع الملك رعمسيس الثاني يوصف الملك سيتي الأول بأنه ابن بارعمسو (اسم رعمسيس الأول قبل أن يصبح ملكاً) والملكة تيا. وأيضا، سميت ابنة سيتي الأول تيا. ويمكن افتراض أن تيا وسات رع هما نفس الشخص، وأنها غيرت اسمها عندما أصبح زوجها ملكاً، تماما كما غير هو نفسه اسمه من بارعمسو إلى رعمسسو (رعمسيس). وحقيقة أن واحدة من بنات رعمسيس الثاني كان اسمها «تيا-سات رع» مما يجعل هذا الافتراض أكثر رجاحة.

## ألقابها
لم تحمل الملكة سات رع لقب ابنة الملك مما يشير إلى أنها كانت من أصول غير ملكية، لكنها حملت العديد من الألقاب الأخرى:
- الأميرة الوراثية.
- أم الملك العظمى.
- أم الإله.
- ربة الأرضين.
- زوجة الملك.
- زوجة الملك العظمى وحبيبته.
- سيدة الجنوب والشمال.
- زوجة الإله.[5]

## مقبرتها
دفنت الملكة سات رع في مقبرة في وادي الملكات تحمل الترقيم الدولى QV38. وقد وصفت المقبرة من قبل عالم الآثار الألماني كارل ليبسيوس (حسب ترقيمه هي المقبرة رقم 13) وعالم الآثار الإنجليزي جون ويلكينسون (حسب ترقيمه هي المقبرة رقم 19)، وبناؤها قد يكون تم بتكليف من ابنها الملك سيتي الأول. وهذا هو السبب في أنها تلقب والدة الملك في مقبرتها وليس في مقبرة سيتي الأول نفسه. ولم يكتمل العمل فيها مطلقاً، وبقيت الزخارف على هيئة الرسومات الخطية المبدئية فقط.
وفي كتاب العالمين بورتر وموس تم وصف المشاهد المنقوشة في المقبرة. وتشمل زخارف صور للآلهة إمستى، دواموتف، إنبو، ماعت، إر-رينيف-جيسف، نبت حيت، سرقت، وقرد واثنين من السعادين في مقصورة. وتظهر الملكة سات رع أيضا جالسة داخل ناووس. ومشهد آخر يظهر إله برأس أسد، تليه الإلهة ماعت. وتشمل كذلك مشهداً آخر لكشك يحتوي على إله برأسه ابن آوى، وحعبي، وقبح سنوف، وحورس - إرباقف، وتحوت، وإست، ونيت، وحور، وكشك يحتوي على الإلهة موت على هيئة النسر، وإله برأس طائر، والإله ذو الوجه الكامل. ويظهر قاربان، مع ثلاثة آلهة أدناهم.